# Автоматический выключатель постоянного тока
Автоматические выключатели постоянного тока нужны чтобы отключать электрические цепи под нагрузкой. На тяговых подстанциях выключатели служат для отключения питающих линий в при перегрузках и токах короткого замыкания и для отключения обратного тока у выпрямителей при обратных зажиганиях или пробое вентилей. Гашение электрической дуги происходит на дугогасительных рогах или в дугогасительной камере. Удлинение дуги может быть выполнено при помощи магнитного дутья или в камерах с узкими щелями. Во всех случаях отключения цепи и возникновения электрической дуги происходит естественное движение дуги вверх вместе с движением нагретого воздуха, другими словами тепловое дутье.